# Dražen Budiša
Dražen Budiša (Drniš, 1948. július 25.) horvát politikus, az 1990-es évek vezető ellenzéki személyisége, és kétszer az ellenzék elnökjelöltje. A Horvát Szociálliberális Párt elnökeként az 1990-es évekig ő volt az egyetlen ellenzéki vezető, aki nem a Horvát Demokrata Közösség, vagy a Szociáldemokrata Párt tagja volt.

## Élete és pályafutása

### Ifjúkora
Budiša a dalmáciai Drnišben, az akkori Jugoszlávia részét képező Horvátországban született. Apja, Mate Budiša hivatalnok volt, anyja Marija a háztartást vezette. Kétéves korában legyőzte a gyermekbénulást. Az általános és zenei iskolát, valamint a gimnázium két osztályát Drnišben, a harmadik és negyedik osztályt a spliti „Vladimir Nazor” gimnáziumban végezte. Középiskolai tanulmányai során ő volt az egyetlen, aki az ifjúsági politikai képzés után nem volt hajlandó belépni a Kommunista Szövetségbe. A tanárok akkor is felfigyeltek rá, amikor nyilvánosan kifejezte elégedetlenségét Franjo Tuđmannak a Kommunista Szövetségből való kizárásával kapcsolatban. 1967-ben beiratkozott a Zágrábi Egyetem Filozófiai Karának filozófia és szociológia szakára. Egy évvel később nyilvánosan védte a horvát irodalmi nyelv nevéről és pozíciójáról szóló, horvát értelmiségiek által aláírt nyilatkozatot.
Budiša az 1970-es évek horvát tavaszának egyik radikális diákvezére volt. Tevékenységéért később a kommunista hatóságok lepoglavai börtönbe zárták. Büntetését Lepoglaván és Újgradiskán töltötte. A börtönből 1975 decemberében szabadult. A demokrácia beköszönte előtt 1978 és 1989 között az egyetemi könyvtár vezető könyvtárosa volt. 1989-ben a Horvát Szociálliberális Párt (HSLS) egyik alapítója, majd vezetője volt. Az 1990-es választások során pártja csatlakozott a Népi Egyezmény Koalíciójához, de nem tudott mandátumot szerezni. 1991 augusztusában, a háború alatt Budiša Franjo Gregurić háborús kabinetjének minisztere lett. 1992 februárjában ő volt az első miniszter, aki lemondott, mert ellenezte azokat az alkotmányos törvényeket, amelyek a szerbek politikai autonómiáját garantálták volna a horvát szuverenitás formális elismeréséért cserébe. Lemondási döntését a horvát parlament televízióval közvetített ülésén jelentette be, és így sok olyan horvát gyűlt köré, akik elégedetlenek voltak Franjo Tuđman politikájával.

### Az ellenzék vezéreként
Bár az 1992-es elnökválasztást elveszítette Tuđman ellen, az ellenzékben megerősítette vezetői pozícióját, megelőzve több más, feltehetően karizmatikusabb vezetőt. HSLS párt is viszonylag jól szerepelt ezeken a választásokon, majd néhány hónappal később még jobb eredményeket ért el a megyei kamarai, regionális és önkormányzati választásokon, amikor a HSLS elérte csúcspontját. 1995-ben az egyesült ellenzék megnyerte a zágrábi önkormányzati választásokat, és a HSLS polgármestert jelölhetett. Franjo Tudjman azonban visszaélt hatalmával és elutasított négy, a HSLS által javasolt polgármestert is, köztük Budisát, elindítva az ún. zágrábi válságot  A HSLS felemelkedése azonban rövid életűnek bizonyult. Az 1995-ös parlamenti választásokon szavazói közül sokan átszavaztak a megfiatalított Horvát Szociáldemokrata Pártra (SDP) és egy centrista koalícióra. Ennek ellenére a HSLS továbbra is a legerősebb ellenzéki párt maradt a parlament alsóházában. Két évvel később az önkormányzati választásokon folytatódott a szétesés. Budiša a Tudjman-féle Horvát Demokratikus Közösséggel (HDZ) kialakított koalíciós kormányzási tervekkel reagált, remélve, hogy ezzel megnyerheti szavazóit. Ez szakításhoz vezetett Vladimir Gotovaccal, és létrejött a Liberális Párt, amely ellenezte a HDZ politikáját.

### Koalíció az SPD-vel
Ezt követően Budiša végre rájött, hogy a hatalom megszerzésének egyetlen módja az összes ellenzéki párt széles koalíciója, beleértve az SDP-t is. Ő és Ivica Račan 1998-ban írták alá a koalíciós megállapodást, és a 2000-es parlamenti választáson meggyőző fölénnyel nyertek. A diadalt azonban elrontotta, hogy Budiša a két héttel később megtartott elnökválasztást elveszítette Stjepan Mesić-tyel szemben. Budišát, aki a második fordulóban Franjo Tuđman híveit próbálta megnyerni, elkeserítette a vereség, és oda vezetett, hogy pártja egyre jobboldalibb lett, és később összeveszett kormánykoalíciós partnereivel. Ennek eredményeként 2001. július 12-én az SDP-vel való vitája miatt, hogy küldjenek-e horvát tábornokokat a volt Jugoszláviával foglalkozó Nemzetközi Törvényszék (ICTY) elé, lemondott a HSLS elnöki posztjáról. Helyére Jozo Radoš-t választották meg elnöknek.
Mivel Budiša neheztelt amiatt, hogy nincs posztja az új kormányban, nyilvánosan kényszerítette Račant, hogy mentesse fel a HSLS-párti Goran Granić miniszterelnök-helyettest, hogy őt helyezze ebbe a pozícióba, amelyben csak rövid ideig maradt. Az egyik pont, amelyben Budiša és Mesić (és később Račan) nézetei ütköztek, az ICTY-vel való együttműködés volt. Mindez 2002-ben tovább eszkalálódott, amikor Budisa és pártja új választások kikényszerítésére sikertelenül lépett ki a kormányból. A végső eredmény pártja újabb kettészakadása, és a kormányt támogató Liberális Demokraták Pártja megalakulása volt.

### Visszavonulása a politikából
Visszatérve az ellenzékbe, Budiša előbb kilépett a pártjából, majd egy év múlva megpróbált visszatérni a hatalomba úgy, hogy Mate Granić új Demokratikus Centrum pártjával együtt jobbközép tömböt alakított. A 2003-as parlamenti választásokon ez a tömb rosszul szerepelt, mindössze három mandátumot szerzett, a két párt vezetője pedig egyet sem. Bár ez a három hely később döntő fontosságúnak bizonyult Ivo Sanader kormánya parlamenti többségének kialakításában, Budiša Granićhoz hasonlóan vállalta a felelősséget, és 2003. december 17-én lemondott a pártvezetésről. 2009-ben, miután Darinko Kosor lett a HSLS elnöke, Budiša rövid időre visszatért a politikába. A 2011-es parlamenti választásokon a kilencedik választókerületben ő vezette a HSLS választási listáját, de a választáson nem sikerült parlamenti mandátumot szereznie. Nem sokkal ezután kilépett a pártból és visszavonult a politikától.

## Főbb művei
- Pet stoljeća hrvatske filologije, Nacionalna i sveučilišna biblioteka, Zagreb, 1981. (társszerzők: Anđelko Novaković és Božidar Petrač)
- Počeci tiskarstva u evropskih naroda, Kršćanska sadašnjost-Nacionalna i sveučilišna biblioteka, Zagreb, 1984
- Slika u knjizi: iluminirani kodeksi i ilustrirane knjige od XI. do XVI. stoljeća: iz riznica Metropolitane i Nacionalne i sveučilišne biblioteke u Zagrebu: od 1. do 22. VII. 1987: katalog izložbe, Nacionalna i sveučilišna biblioteka-Grafički zavod Hrvatske, Zagreb, 1987. (társszerzők: Vladimir Magić, Milan Pelc)
- Humanizam u Hrvatskoj, 1988
- Razgovori o slobodnoj Hrvatskoj, (társszerző Vlado Gotovac), HSLS, Zagreb, 1991
- Hrvatske knjige tiskane u Mlecima od XV. do XVIII. st., Nacionalna i sveučilišna biblioteka-Hrvatski centar P.E.N.-a, Zagreb, 1993
- Razgovori o hrvatskoj državi, Nakladni zavod Globus, Zagreb, 2001

## Fordítás
Ez a szócikk részben vagy egészben  a   Dražen Budiša című angol Wikipédia-szócikk ezen változatának fordításán alapul.  Az eredeti cikk szerkesztőit annak laptörténete sorolja fel. Ez a jelzés csupán a megfogalmazás eredetét és a szerzői jogokat jelzi, nem szolgál a cikkben szereplő információk forrásmegjelöléseként.